# Rogla
Rogla – szczyt w pasmie Pohorje, w Słowenii. Na zboczach góry znajduje się ośrodek narciarski o tej samej nazwie. Na szczycie znajduje się wieża widokowa o wysokości 30 m, z której przy dobrej pogodzie widoczny jest Triglav. Razem z wieżą szczyt ten jest najwyższym punktem w całym Pohorje (najwyższy naturalny punkt to Črni Vrh - 1543 m).